# 윈도우 카드스페이스
윈도우 카드스페이스(Windows CardSpace)는 사용자 확인을 위한 마이크로소프트의 클라이언트 소프트웨어이다. 한때 코드 이름은 인포카드(InfoCard)였다. 카드스페이스는 사용자들의 디지털 정보를 저장하면서 사용자들에게 시각적인 정보 카드로 이 사용자 정보를 보여 준다. 카드스페이스는 일정한 사용자 인터페이스를 제공하므로 사람들이 디지털 사용자 정보를 허용하는 응용 프로그램들과 웹사이트 안에서 이러한 사용자 정보를 쉽게 이용할 수 있다.
마이크로소프트는 처음에 윈도우 카드스페이스를 닷넷 프레임워크 3.0와 함께 윈도우 XP, 윈도우 서버 2003, 윈도우 비스타용으로 배포하였다. 그러다가 윈도우 비스타에서 기본으로 설치하게 하였으며 윈도우 XP, 서버 2003용 버전은 윈도우 업데이트를 통해 사용할 수 있게 하였다. 카드스페이스의 업데이트된 버전은 닷넷 프레임워크 3.5와 함께 배포한다.

## 같이 보기
- 아이덴티티 2.0